# Hjalmar Sundén
Hjalmar Sundén (* 28. November 1908 in Eksjö; † 30. Dezember 1993 in Stockholm) war ein schwedischer Theologe und Universitätsprofessor für Religionspsychologie in Uppsala.
Sundén studierte Evangelische Theologie und wurde 1933 zum Pfarrer der Schwedischen Kirche ordiniert. 1937 erwarb der den Titel eines Lizentiaten der Theologie. In Paris promovierte er 1940 mit einer Arbeit über die „Philosophie der Religionen“ des französischen Philosophen Henri Bergson, den er persönlich interviewte.
Am Beginn seiner beruflichen Laufbahn widmete er sich der Religionsgeschichte, unterrichtete im Raum Stockholm an einigen Gymnasien und betreute als Pfarrer eine Gemeinde. Im Jahr 1959 veröffentlichte er sein Hauptwerk: „Religionen och rollerna; ett psykologiskt studium av fromheten“ in schwedischer Sprache. Das Buch wurde 1966 unter dem Titel: Die Religion und die Rollen in deutscher Sprache veröffentlicht. Dieses Buch verhalf ihm 1964 zu einer Dozentur an der Universität in Uppsala, die 1967 in eine Professur umgewandelt wurde. Er war damit der erste Lehrstuhlinhaber für Religionspsychologie im skandinavischen Raum.
Sundéns Theorie über die Rollen wird bis heute von namhaften Fachleuten diskutiert. David M. Wulff (USA) oder Holm und Belzen aus Finnland haben Sundens Werk Ende der 1990er Jahre wissenschaftlich aufgearbeitet. Auch in der Gestaltpädagogik Albert Höfers zählt Sundéns Rollentheorie zu den Arbeiten, die den Gestaltansatz in der Religionspädagogik vorbereitet haben.